# Les Feux de la honte
Pour plus de détails, voir Fiche technique et Distribution.
Les Feux de la honte (Brand of Shame) est un western spaghetti érotique ouest-germano-américain réalisé par Byron Mabe et sorti en 1968.

## Synopsis
À sa mort, Loki Quark laisse à sa fille, l'institutrice Lilly Milly Quark, une carte sur laquelle figure l'emplacement d'une mine d'or lui appartenant. Elle se rend en diligence au petit village de Porno Hill, près duquel se trouve probablement la mine d'or. Pendant le trajet en calèche, elle fait la connaissance du cow-boy Steve Turner, qui lui offre sa protection. Arrivée à Porno Hill, Quark se voit confrontée à de nombreuses personnes qui veulent s'emparer de la mine d'or, en particulier Miss Mollie, la tenancière de la maison close locale, et Hacker, l'homme à la gâchette facile. Les tentatives de ces derniers de voler la carte à Quark échouent. Alors que Turner et Hill se dirigent vers la mine, un homme de main de Hacker les poursuit et leur vole leurs chevaux en chemin, les obligeant à rentrer au village sans avoir obtenu gain de cause. Hacker enlève et torture Quark pour lui soutirer la position de la mine. Turner parvient à la sauver et, avec l'aide de Quark, à neutraliser Hacker. Finalement, ils trouvent tous les deux la mine.

## Fiche technique
- Titre original américain : Brand of Shame ou Nude Django[1]
- Titre allemand : Django Nudo und die lüsternen Mädchen von Porno Hill[2]
- Titre français : Les Feux de la honte[3]
- Réalisateur : Byron Mabe
- Scénario : Jane Gaskell (en), Hugh Whitemore
- Photographie : Andreas Demmer, I.C. Freely
- Musique : William Allen Castleman, Walter Baumgartner, Peter Graf
- Production : John Arnold, Leon Clore
- Société de production : B&B Productions, Urania-Filmproduktion
- Pays de production :  États-Unis -  Allemagne de l'Ouest
- Langue originale : anglais américain
- Format : Couleurs par Eastmancolor - 1,37:1 - Son mono - 35 mm
- Durée : 76 minutes
- Genre : Western spaghetti érotique
- Dates de sortie :
  - États-Unis : 18 juillet 1968
  - Allemagne de l'Ouest : 14 août 1970
  - France : 15 octobre 1970[3]

## Distribution
- Steve Vincent : Steve Turner
- Samantha Scott : Lilly Milly Quark
- Marsha Jordan : Miss Mollie
- Cara Peters : Delilah
- Steve Allen : Craig Benson

## Production
David F. Friedman est considéré, avec Herschell Gordon Lewis, comme l'inventeur du cinéma gore. Il avait auparavant produit des films gore comme Orgie sanglante (1963) ou 2000 Maniaques ainsi que des films érotiques comme Les Aventures amoureuses de Robin des Bois (The Ribald Tales of Robin Hood), tous caractérisés par une production rapide et bon marché, et qui sont aujourd'hui classés dans la catégorie des films trash. La plupart des acteurs et certains membres de l'équipe de tournage des Feux de la honte ont été crédités sous des pseudonymes, comme le caméraman sous le pseudonyme « I.M. Blind ».

## Doublage allemand
Les droits de distribution allemands ont été acquis en 1970 par le producteur suisse Erwin C. Dietrich ont été acquis. Afin de revaloriser le matériel cinématographique, Dietrich fit tourner quelques scènes supplémentaires qui ne correspondaient pas visuellement au reste du film et qui étaient de meilleure qualité que l'original, il fit également composer par Walter Baumgartner une nouvelle bande originale, dota certaines scènes d'une nouvelle musique de fond et misa sur un doublage allant au-delà d'une simple traduction. Ce dernier fut confié au célèbre studio d'enregistrement Berliner Synchron. Le nom Django pour le personnage principal Steve Turner, qui n'apparaît pas dans l'original et qui est basé sur le western populaire Django (1966) de Sergio Corbucci, n'a été introduit qu'avec le doublage allemand. D'autres personnages ont également été renommés : Rachel Clark s'appelle Lilly Quark dans la version allemande. Une sortie en DVD a eu lieu en mai 2013 dans le cadre de la collection Cinema Treasures, avec un commentaire audio de Christian Keßler et Heinz Klett.

## Accueil critique
Sur le site Kino-Zeit.de, Martin Beck a qualifié la version originale américaine des Feux de la honte de « dilettante » et de « nanar négligé à petit budget », ainsi que la réalisation de Mabe de « mise en scène sans talent ». Il a en revanche qualifié le doublage allemand de « dadaïste » et de « Fips Asmussen (de) sous crack » et a constaté que le doublage avait permis de transformer une « ferraille de western insipide » en une « perle comique ». Marco Koch, du Filmforum Bremen, a qualifié la version originale de « l'un des films les plus mal photographiés de tous les temps » en raison de son travail de caméra et a attesté le « manque de talent » des acteurs. Le fanzine Ox considère Les Feux de la honte comme l'un des « rares véritables exploits du doublage allemand » et qualifie l'original d'« œuvre de mauvaise qualité », tandis que la version allemande du film est un « sommet comique ». Le critique de cinéma Christian Keßler reproche à l'original sa direction de l'image qui « fait froid dans le dos » et le considère comme « vraiment irrécupérable ».